# Rio Shashe
O rio Shashe (ortografia alternativa: rio Shashi) é um grande afluente pela margem esquerda do rio Limpopo no Zimbabwe.
Ele sobe a noroeste de Francistown, Botsuana e flui para o rio Limpopo no Botsuana, Zimbabwe e África do Sul, local da Área Transfronteiriça de Conservação.

## Hidrologia
O rio Shashe é um rio muito efémero, com fluxo geralmente restrito a poucos dias do ano. O rio contribui em 12,2% da média anual de enxurrada da Bacia do Limpopo.
Principais afluentes do rio Shashe incluem a Ramakwebana, Simukwe, Shashani e rio Thuli.
O rio Shashe é um canal cheio de areia, com aquíferos aluviais ao longo do vale do rio, e abaixo da planície aluvial. Este fornecimento de água é vital para um número de sistemas de irrigação, incluíndo Sibasa e Shashi.
Há mais de dois milhões de anos do alto rio Zambeze o fluxo fluía para sul, através do que é agora o Salar de Macadicadi, indo para o rio Shashe e daí ao rio Limpopo.

## Cidades, vilas e povoados ao longo do Rio
Os assentamentos têm cidades, abaixo estão ordenados a partir do início do rio até ao seu final:
- Cidade de Francistown
- Aldeia de Tuli
- Shashi Esquema de Irrigação

## Pontes e travessias
Existe uma ponte rodoviária e uma ponte ferroviária a sul de Francistown.
O rio Shashe constitui parte da fronteira internacional entre Botswana e Zimbabué, e tem uma ponte. No entanto, em Tuli, ambos os lados do rio estão no Zimbabué e que existem dois pontos de passagem legais.

## Desenvolvimento
O rio Shashe é represado perto da Barragem de Shashe em Francistown. Isto fornece a água para Gaborone, Botswana, através do Transportador.